# Josh Auty
Josh Auty, właśc. Joshua Liam Auty (ur. 8 września 1990 w Mirfield) – brytyjski żużlowiec.

## Życiorys
Josh Auty na motocyklu zaczął jeździć już w wieku kilku lat. Swoją karierę Auty rozpoczynał na torach trawiastych, na których zadebiutował pod koniec sezonu 1996. W latach 2001–2003 zdobywał indywidualne tytuły mistrzowskie Wielkiej Brytanii na torach trawiastych w swojej kategorii wiekowej. W klasycznym żużlu Josh pojawił się w roku 2004, kiedy rozpoczął starty w mistrzostwach Wielkiej Brytanii do lat 15. Cykl turniejów zakończył się sukcesem debiutanta, a Auty sukces ten powtórzył także rok później.
W ubiegłym sezonie Josh Auty zajął czwarte miejsce w finale indywidualnych mistrzostw Wielkiej Brytanii do lat 18, ulegając m.in. Taiowi Woffindenowi i Lewisowi Bridgerowi. W stanięciu na podium przeszkodziło wówczas Auty'emu wykluczenie w ostatnim wyścigu.
Jak dotąd młody Brytyjczyk reprezentował barwy trzech klubów: Scunthorpe Scorpions (Conference League), Redcar Bears (Premier League) i Coventry Bees (Elite League). Z Conventry Bees podpisał kontrakt we wrześniu 2008 roku, wybierając ten zespół spośród ofert kilku klubów Elite League. Ze Scunthorpe Scorpions Auty dwukrotnie (2006, 2007) zdobywał wszystkie cztery drużynowe tytuły ligi Conference, czyli: mistrzostwo ligi i KnockOut Cup, a także pierwsze miejsce w rozgrywkach Trophy i Shield. 22 maja 2012 roku podpisał kontrakt z Polonią Bydgoszcz.